# Vesna Milošević
Vesna Milošević, född den 29 augusti 1955 i Kičevo, Makedonien, är en jugoslavisk handbollsspelare.
Hon tog OS-silver i damernas turnering i samband med de olympiska handbollstävlingarna 1980 i Moskva.